# Kabelové nosné systémy
Kabelové nosné systémy jsou pomocné konstrukce používané k uložení většího počtu kabelů, především v budovách. Využívají se pro uložení jak energetických (napájecích), tak slaboproudých, případně optických kabelů. Podle doporučení k zajištění EMC nesmějí být silnoproudé a slaboproudé kabely uloženy společně. Charakteristická pro tento způsob uložení je snadná přístupnost kabelů. Pro přístup ke kabelům při výměně nebo doplnění dalších kabelů většinou není nutné rozebírat nebo odstraňovat stavební konstrukce jako při uložení do zdi nebo do dutin ve stavebních konstrukcích. Výjimkou může být zakrytí kabelových žlabů podhledem.
Pro uložení kabelů mohou být zbudovány i samostatné stavby nebo části budov. Jde například o stoupací šachty ve výškových budovách, tunely (energetické kolektory) v hustě zastavěných částech měst nebo energetické mosty v průmyslových areálech.

## Vybrané druhy kabelových nosných systémů

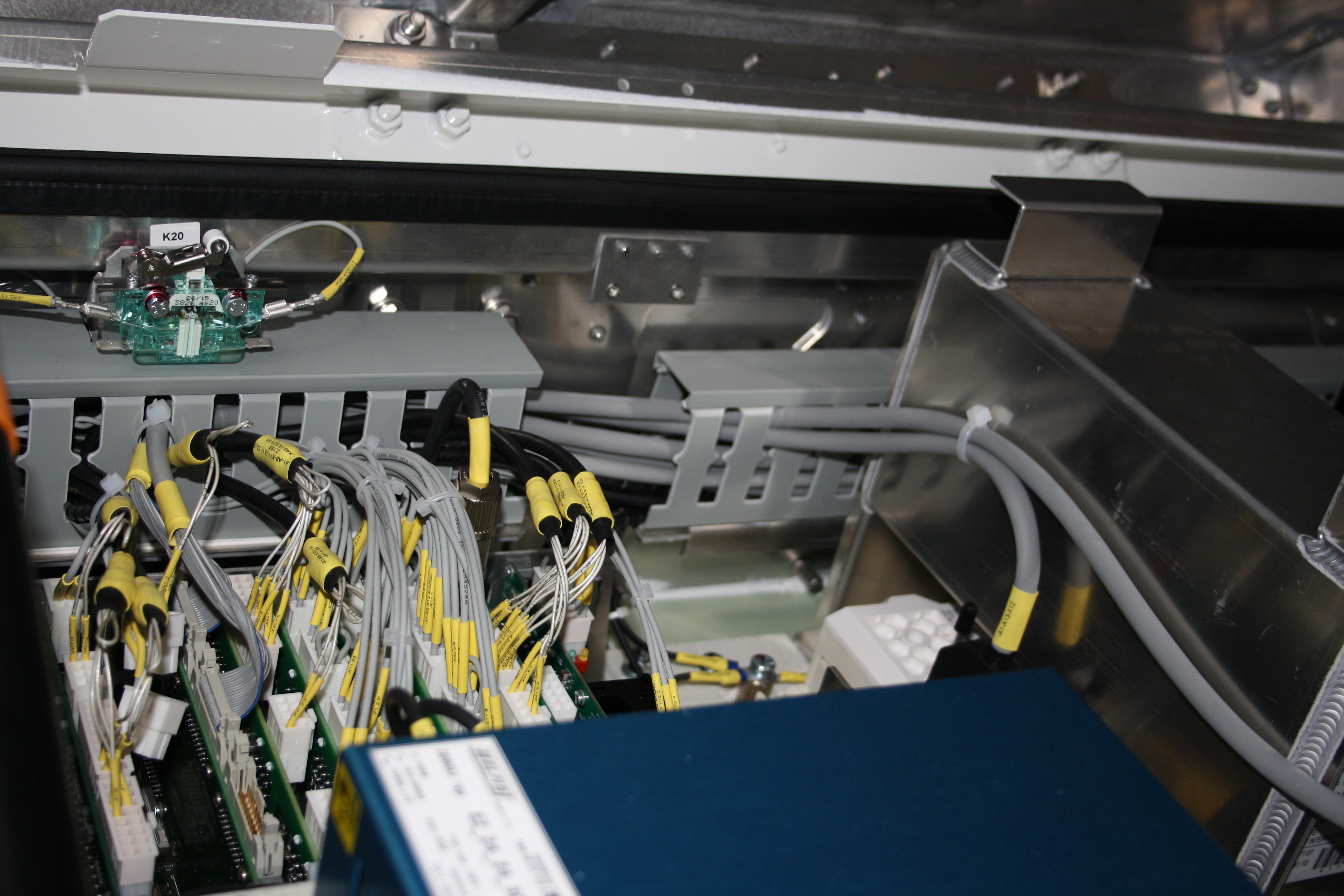
Propojovací kanál pro vedení jednotlivých vodičů, použitý v silovém kontejneru trolejbusu

### Rozváděčové propojovací kanály
Slangovým názvem „drátovací“ kanály se užívají v rozváděčích k uložení jednotlivých vodičů i kabelů vodorovně mezi řadami modulárních přístrojů. Běžně se kombinují potenciálové lišty na přívodu a na výstupu jednotlivé vodiče. Materiálem kanálů je plast (PVC), mají víko. V bocích kanálu jsou výřezy pro protažení vodičů. Je také možné část stěny vylomit a volným místem protáhnout rozměrnější kabely. Připevnění těchto kanálů je přišroubováním na pomocnou konstrukci, která nese také lišty (DIN lišta, TS45).

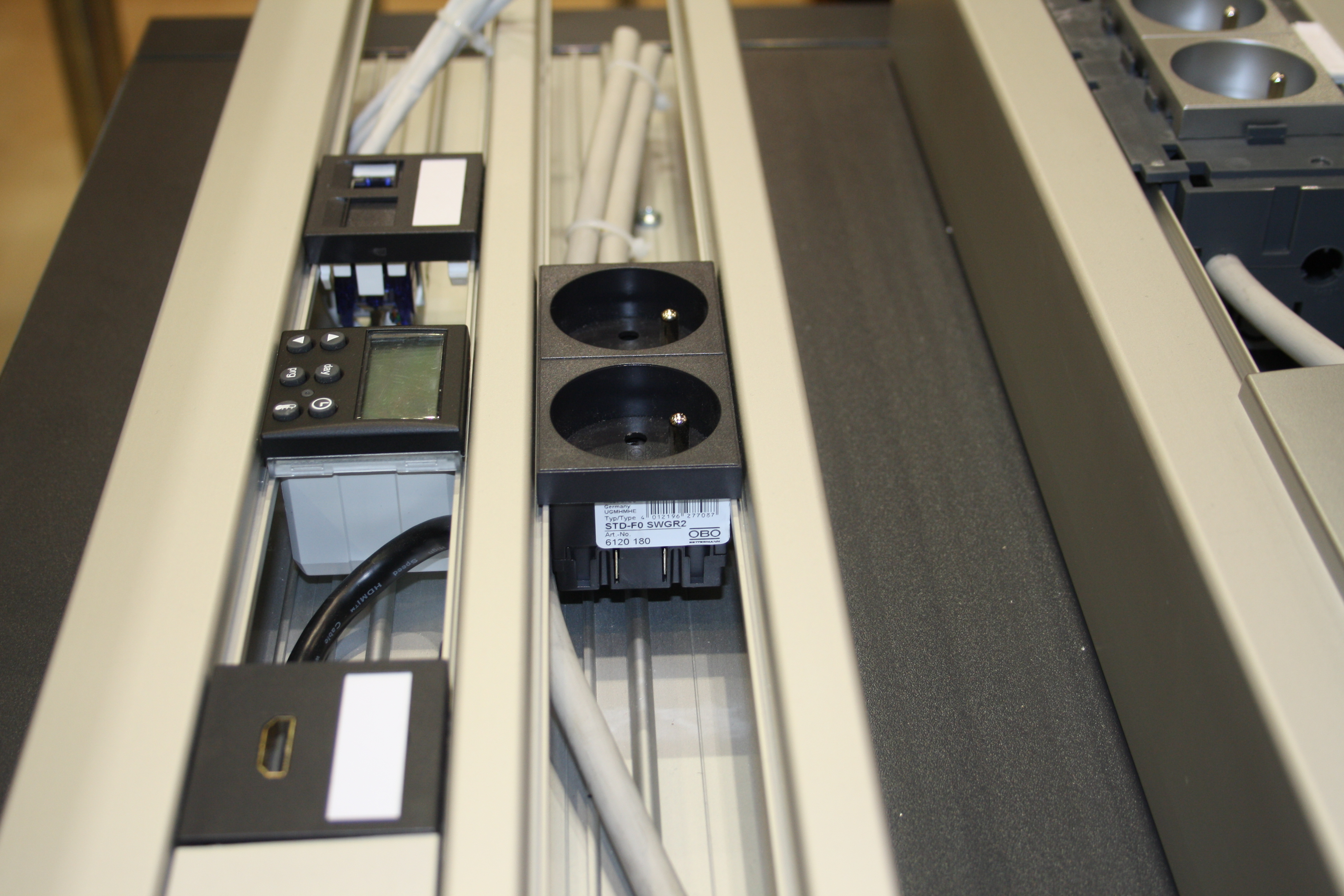
Parapetní kanál (model), příklady vložení přístrojů s modulem 45×45 mm, silové a datové zásuvky, termostat

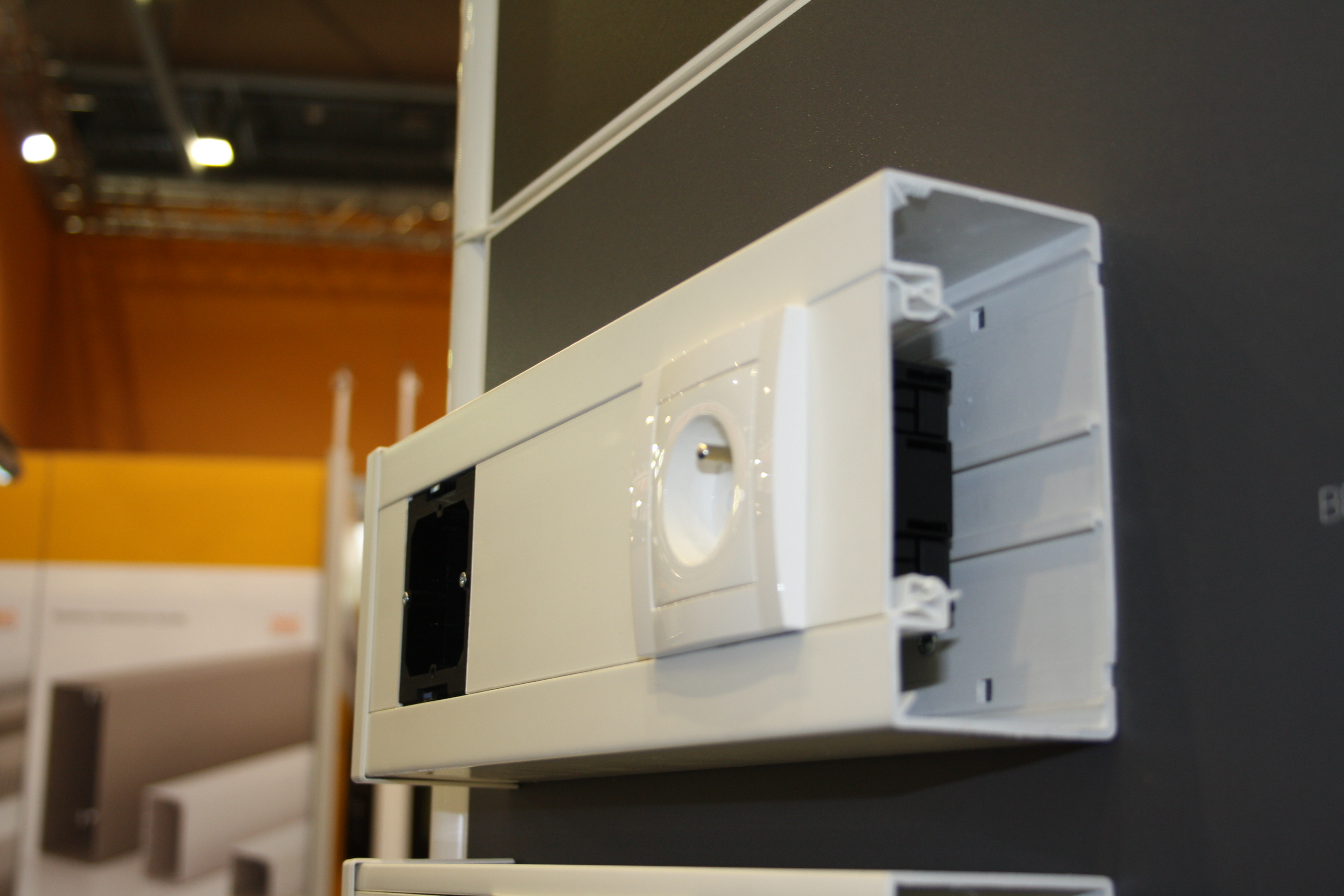
Parapetní kanál (model), krabice s namontovaným standardním instalačním přístrojem – zásuvkou

### Parapetní kanály
Parapetní kanály jsou rozměrnější obdobou klasických elektroinstalačních lišt. Běžně se montují na povrch svislých stěn v budovách. Materiálově jde o vytlačované profily z plastu (PVC) nebo hliníku. Vlastní kanál sestává z korýtka, upevněného ke svislé stěně šroubováním, a víka. Kanál je dodáván v metráži (například dva nebo tři metry dlouhý), na přesný rozměr se upravuje až při montáži. Víko je prakticky vždy naklapávací, drží jen díky pružnosti materiálu. Prostor uvnitř kanálu může být rozdělen jednou nebo více přepážkami. Ty slouží k přehlednějšímu uložení kabelů. Kabely jsou vkládány volně, nejsou upevněny. Systémy parapetních kanálů některých výrobců obsahují i úchytky, které přidrží kabely při odebrání víka. Ke kanálům jsou dodávány také spojovací, odbočovací a rohové kusy, obdobně jako k elektroinstalačním lištám. Výhodou kanálů oproti lištám je možnost montovat místo části víka instalační přístroje: zásuvky, vypínače, přepěťové ochrany. Jde o přístroje v modulu 45 × 45 mm, které dodává více výrobců. S pomocí vložek (plastových krabic) je možné do některých typů kanálů vkládat také standardní instalační přístroje k montáži do zdi nebo modulární přístroje, určené původně k uchycení na nosnou lištu. Při změně dispozice místnosti je možné přemístit i instalační přístroje bez stavebních úprav. Pojmenování těchto kanálů sice odkazuje na časté umístění ve výši parapetu pod oknem, ale kanály mohou být a jsou montovány kdekoli na stěně.

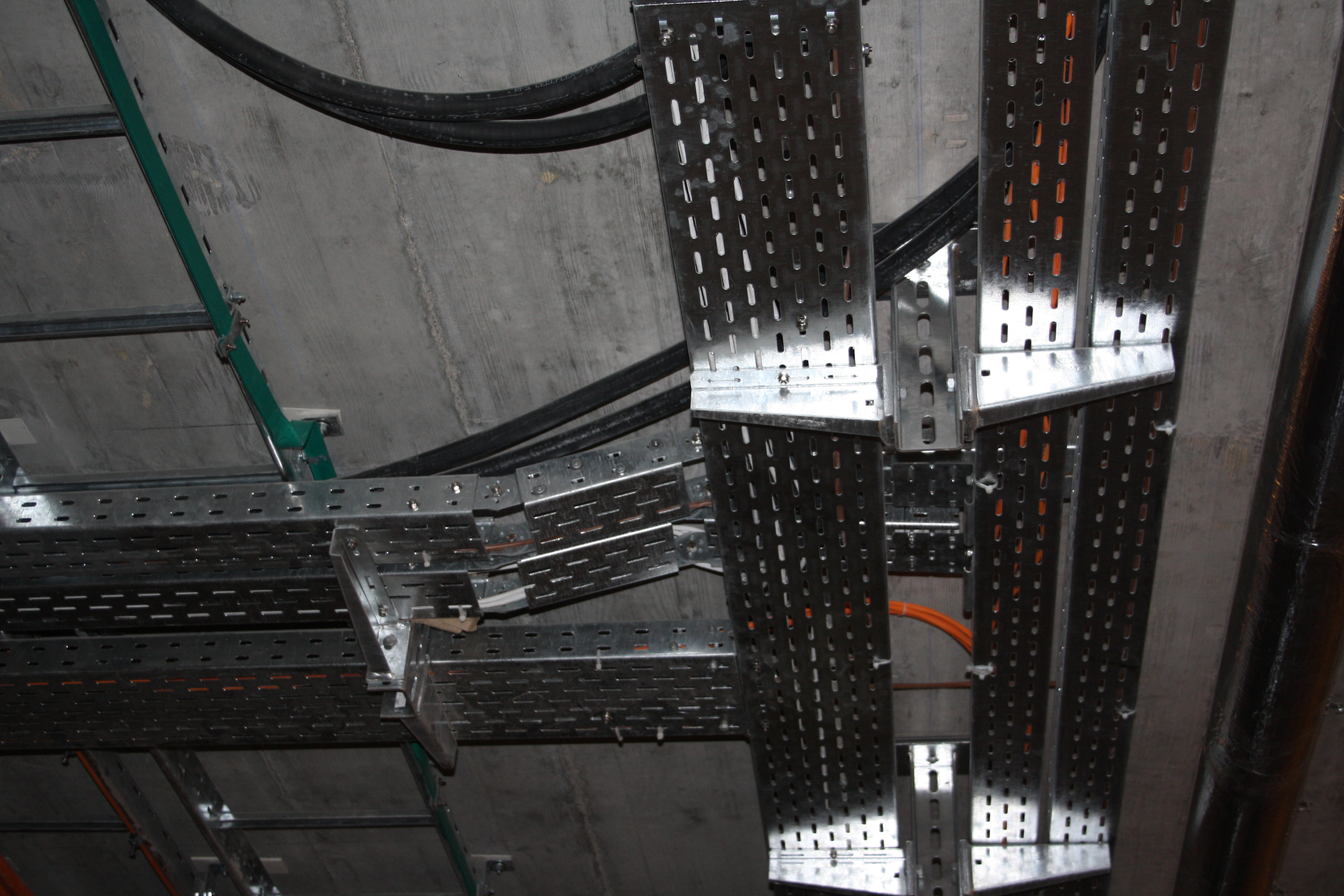
Kabelové žlaby plechové, děrované, montované na konzolích, připevněných pomocí sloupku na strop

### Kabelové žlaby plechové
Korýtka z plechu slouží ke stavbě kabelových tras ve výrobních prostorách, skladech i uvnitř dopravních staveb jakými jsou stanice metra. Nejčastějším materiálem je ocelový plech, méně potom nerezový nebo hliníkový plech. Povrchová ochrana ocelového plechu může být žárovým zinkováním ponorem (hotový výrobek je ponořen do lázně roztaveného zinku o teplotě přibližně 450 °C) nebo zhotoven z plechu zinkovaného Sendzimirovou metodou (při válcování plechu za studena je pás plechu protažen chemickou lázní, následně lázní roztaveného zinku a v temperační peci se doladí tloušťka zinkového povlaku). Zinkování Sendzimirovou metodou (podle autora, polského vynálezce Tadeusze Sendzimira) znamená, že žlaby se vyrábějí už z pozinkovaného plechu. Z estetických důvodů mohou být žlaby navíc lakované epoxidovým lakem (práškové lakování). U lakovaných žlabů je nutné důsledně zajistit pospojování a uzemnění. Samotný epoxidový lak je izolační. Žlaby jsou namontovány na konzolích upevněných ve stěně nebo na nosičích přišroubovaných na táhlech visících ze stropu. Žlaby jsou dostupné v různých šířkách i výškách postranic. Systém žlabů může být vytvořen jako stavebnice. Vedle liniových dílů jsou ve stavebnici i rohové, rozbočovací, stoupací nebo přechodové díly. Pro usnadnění montáže do sestavy i k nosným konzolím jsou žlaby perforované. Perforace žlaby také odlehčuje a umožňuje případné upevnění kabelů svazkovacími pásky nebo příchytkami. Vzájemné spojení žlabů do trasy může být pouhým secvaknutím nebo svorkami. Spojení dílů musí zajistit také elektrické pospojení k vyrovnání potenciálů. Aby se omezilo znečišťování kabelů ve žlabu například prachem, jsou k dispozici pro žlaby i pro tvarové kusy víka. Víka ale prodražují a zbytečně zatěžují konstrukci, navíc znesnadňují chlazení kabelů. Jejich používání je proto omezené. Žlaby různých výrobců jsou vzájemně nekompatibilní, nelze je spojovat.
Odbočování kabelů ze žlabu je možné jen za použití vhodného mezikusu, málo se využívá. Dostupné jsou i žlaby robustnější konstrukce se zakrytím víkem z žebrovaného plechu, které jsou pochozí a mohou tak sloužit jako lávka v průmyslových provozech.

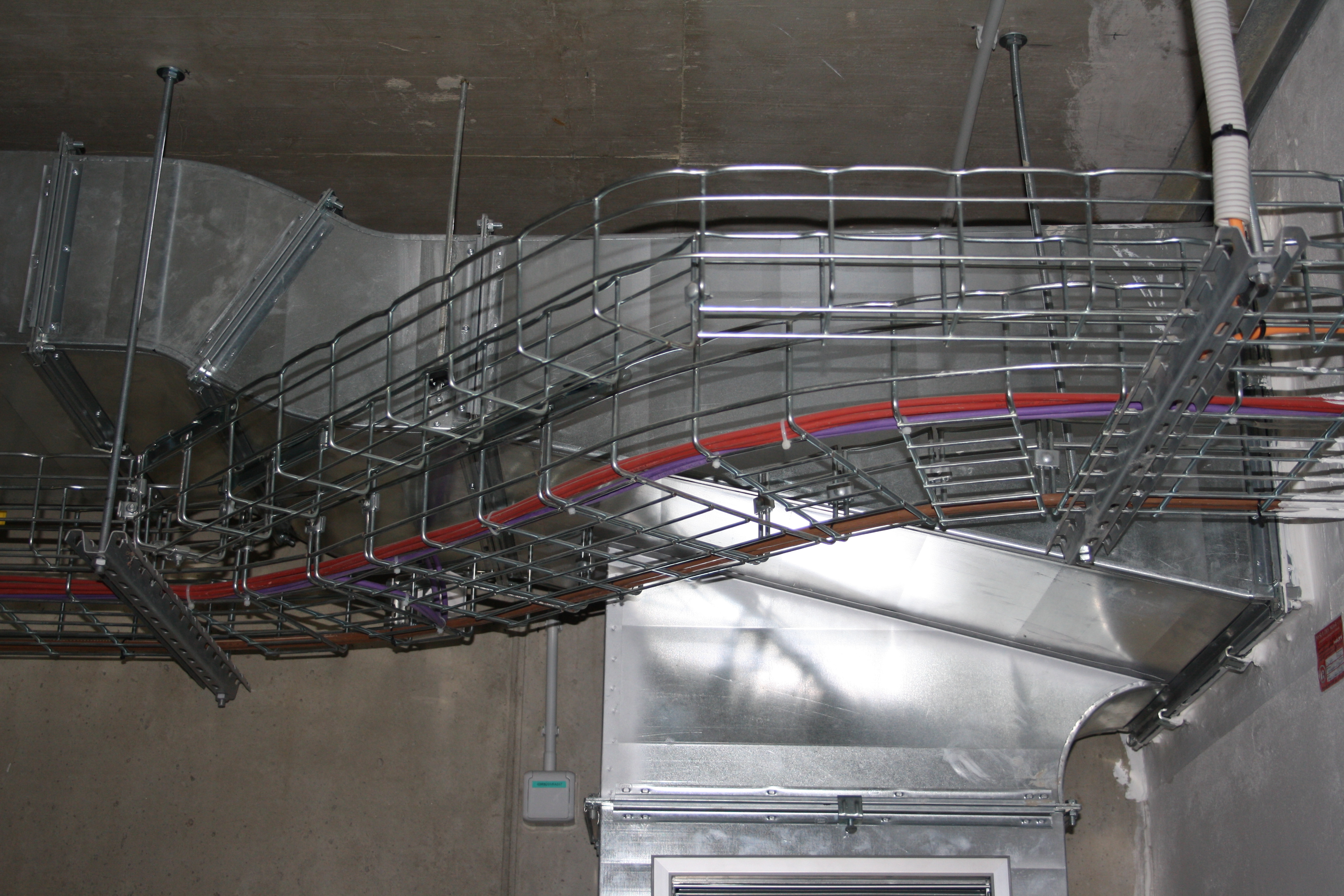
Drátěné kabelové žlaby zavěšené na závěsech na strop, ohyb a křižování se vzduchotechnikou

### Kabelové žlaby drátěné
Jiný název je mřížové žlaby. Konstrukci žlabu tvoří odporově svařovaný ocelový drát. Povrchová ochrana je žárovým zinkováním. Oproti plechovým žlabům není pozinkovaný základní materiál, ale až hotová konstrukce. Žlaby se montují na konzole upevněné do stěn nebo na nosiče zavěšené ke stropu. Také drátěné žlaby jsou dostupné v různých šířkách i výškách postranic. Ke drátěným žlabům se nenabízejí tvarové díly, potřebné ohyby a odbočení lze vytvořit přímo při montáži přestřižením některých drátů, případně jejich vystřižením a odstraněním. Výrobci poskytují v dokumentaci návod, jak vyrobit potřebné tvary, aby nebyla ohrožena pevnost žlabu. Drátěná konstrukce dovoluje bezproblémové odbočování jednotlivých kabelů ze svazku, případně přichycení kabelů ke žlabu. Upevnění drátěných žlabů ke konzolím nebo nosníkům může být zasunutím pod prolisy nebo úchyty na nosných částech. Vzájemné mechanické i elektrické spojení dílů kabelové trasy je obvyklé zajistit svorkami. Se zakrýváním drátěných žlabů se nepočítá, jejich použití v prašném prostředí je třeba pečlivě zvážit. Vlastní hmotnost žlabů je nižší, než u plechových, chlazení kabelů je účinnější.

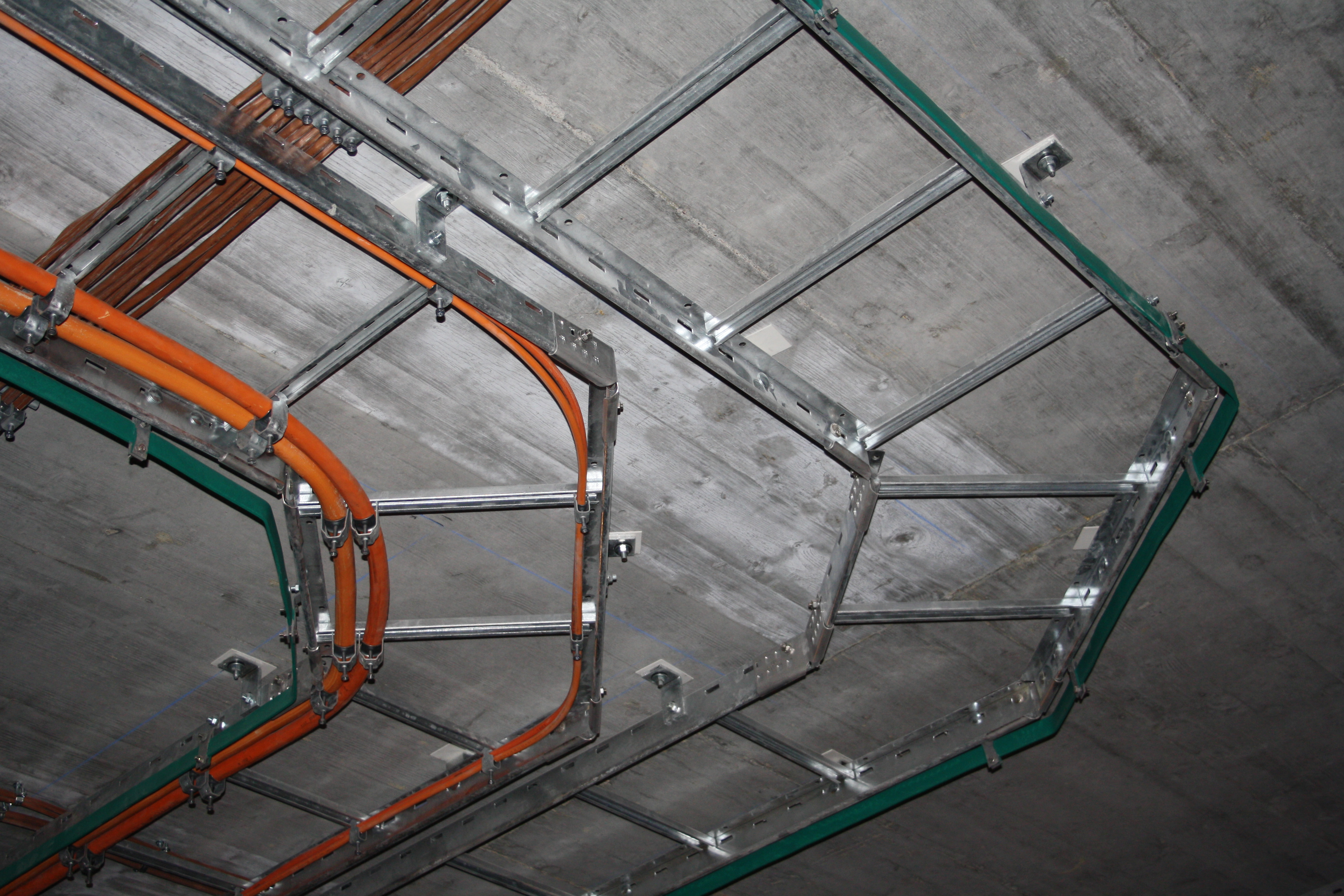
Kabelové žebříky upevněné přímo na strop, změna směru vedení

### Kabelové lávky a žebříky
Jsou příhradové konstrukce z ohýbaných profilů z ocelového, hliníkového nebo nerezového plechu. Bočnice jsou ve vzdálenosti několika decimetrů spojeny příčkami. Konstrukce lávek a žebříků je spojena obloukovým svařováním. Kabely nejsou podepřeny v celé délce, jako je tomu u žlabů, jsou přichyceny k příčkám. Kabely jsou důsledně přichyceny v místě každé z příček, to se využívá při budování svislých kabelových tras. Kabelové lávky a žebříky se užívají přednostně k uložení silnoproudých kabelů větších průřezů.

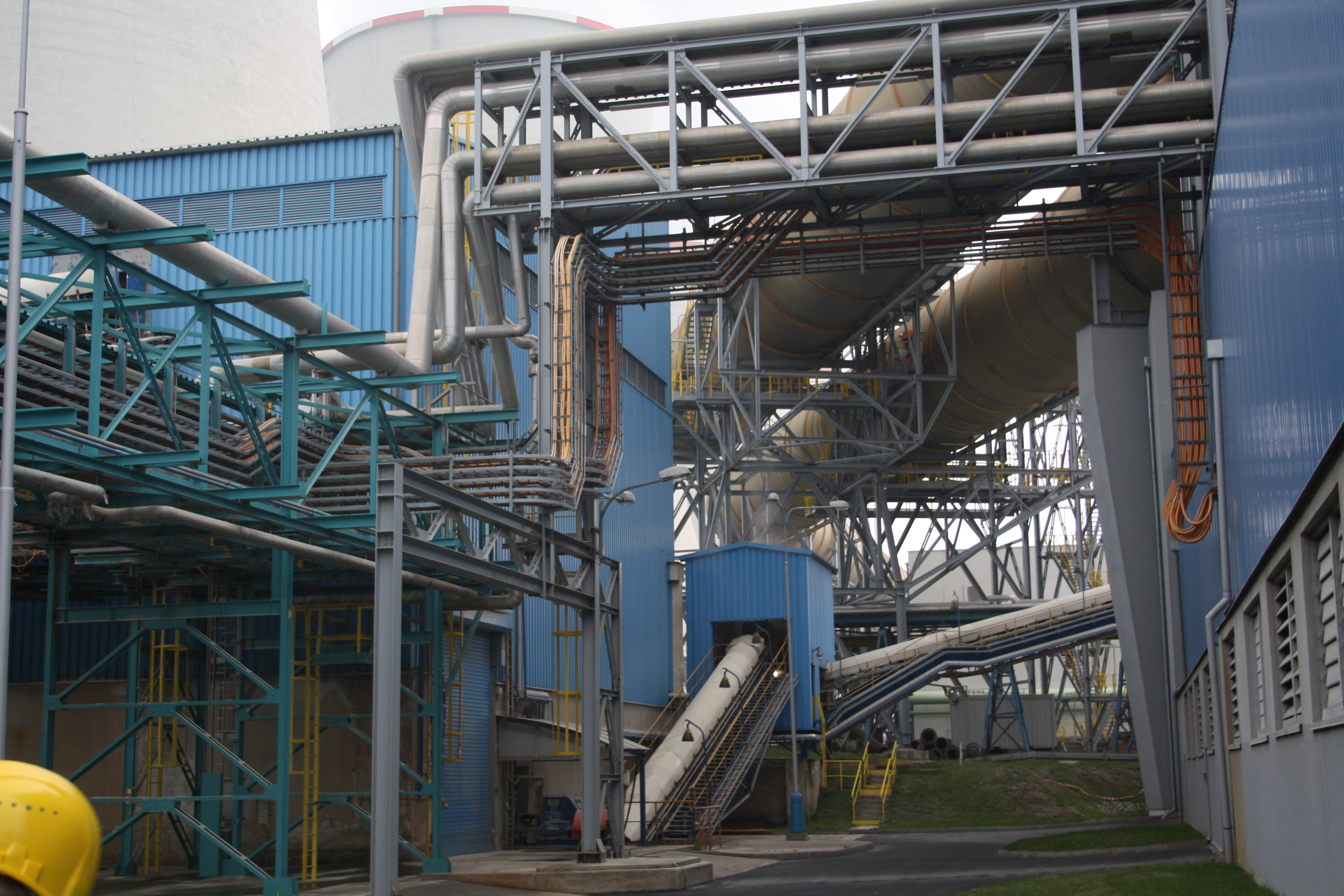
Energetický most ve venkovním prostředí (v tepelné elektrárně)

### Energetické mosty
Individuálně projektované i postavené konstrukce, často svařované z ocelových válcovaných profilů, slouží v elektrárnách a provozech těžkého průmyslu k uložení velkého počtu silnoproudých kabelů. Kabely jsou zde uloženy na nosnících přivařených k základní konstrukci. Most obsahuje i lávku pro průchod obsluhy. Pro bezpečnost obsluhy může být energetický most zastřešený a osvětlený. Je-li to přípustné z hlediska bezpečnosti, může být energetickým mostem vedeno také potrubí, například voda, stlačený vzduch, technické plyny. Typicky na jednu stranu lávky jsou uloženy kabely, na protější stranu potrubí. Povrchová ochrana ocelových konstrukcí je nátěrem nebo metalizací (šopováním). Obdobou energetických mostů jsou tunelové stavby, tzv. kolektory.

## Další způsoby uložení
- v trubkách (plastových nebo kovových) – obdoba ukládání do elektroinstalačních lišt, lepší odolnost proti mechanickému poškození,
- na tzv. Niedax lišty – krátké kusy plechového profilu, který je připevněn na svislou stěnu, do profilu jsou vloženy úchytky, mezi které se vkládají kabely.